# Chiesa di San Bartolomeo Apostolo (Genova, Sampierdarena)
La chiesa di San Bartolomeo Apostolo è un luogo di culto cattolico Italiano, situato a Promotorio, località del quartiere genovese di Sampierdarena. La sua comunità parrocchiale fa parte del vicariato di Sampierdarena dell'arcidiocesi di Genova.
Sorge sulla costa della collina di Promontorio, antico borgo rurale sulle alture di Sampierdarena, al margine della salita proveniente da San Bartolomeo del Fossato.

## Storia

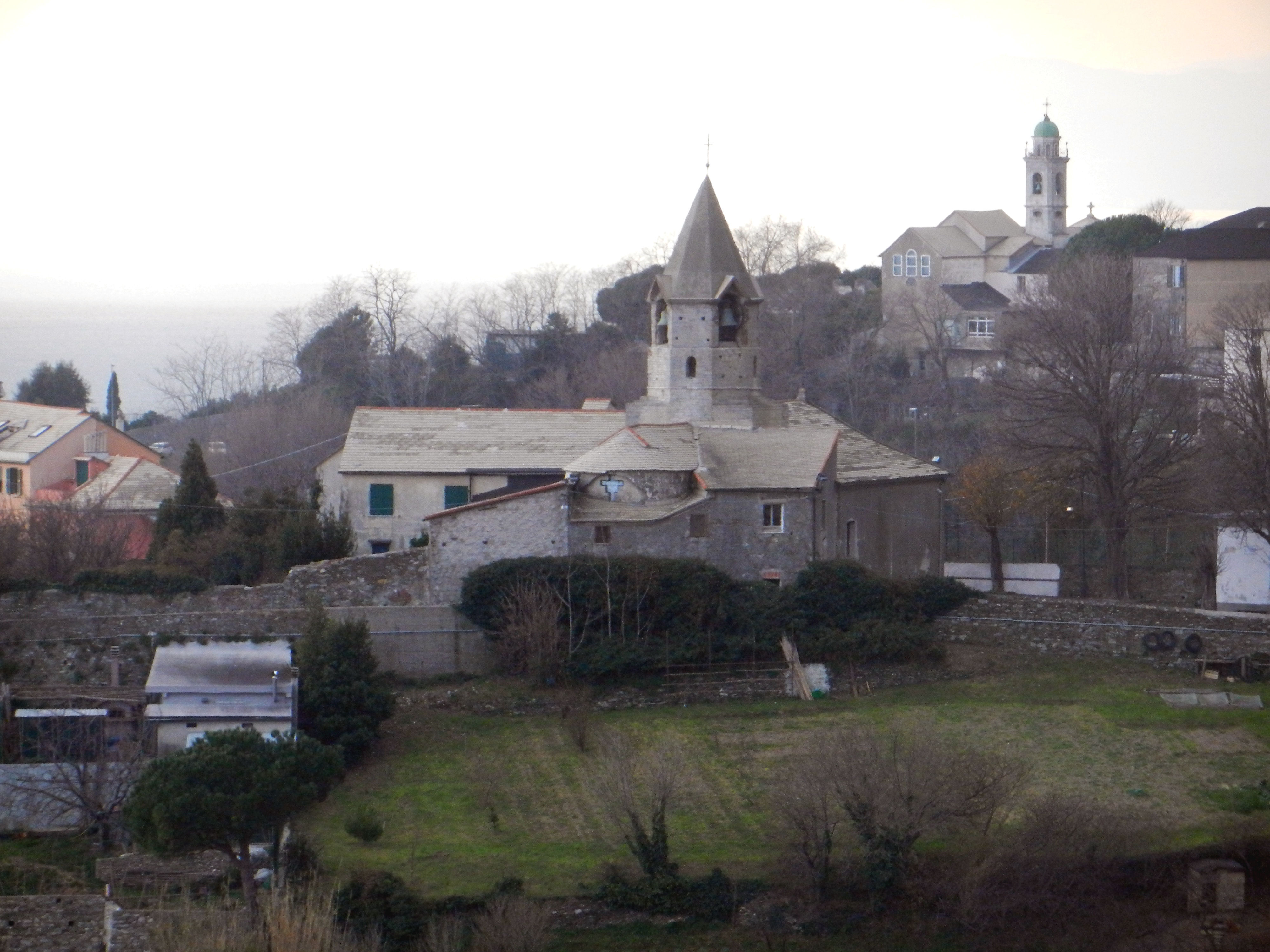
La chiesa di Promontorio vista dalle mura degli Angeli

La chiesa fu fondata dai religiosi  vallombrosani come dipendenza della sottostante abbazia San Bartolomeo del Fossato, con la stessa intitolazione.
Tradizionalmente è indicato il 1090 come anno di fondazione, ed è citata, in termini assai generici, in un documento del 1138, mentre il primo documento specifico riferito all'insediamento è del 1311. Rimasta una dipendenza dei vallombrosani fino a quando essi restarono al Fossato, fu più volte ristrutturata e trasformata nel corso dei secoli.
Nel 1580 fu restaurata a spese del patrizio Bartolomeo Centurione. Nel 1632 i monaci di Vallombrosa abbandonarono definitivamente le due chiese, che vennero entrambe affidate all'arcivescovo di Genova, quella del Fossato come commenda e quella di Promontorio come parrocchia, funzioni esercitate tramite vicari da lui delegati. Intorno al 1780 fu condotta una profonda trasformazione architettonica, che stravolse l'originario impianto romanico, e nella prima metà dell'Ottocento, grazie ai contributi di alcuni fedeli, la chiesa venne ulteriormente ampliata. Con questi due interventi vennero aggiunte le due navate laterali, rifatta la facciata ed ampliati presbiterio ed abside. A partire dal 1865 con l'istituzione delle nuove parrocchie di Santa Maria delle Grazie e di San Gaetano la giurisdizione parrocchiale di Promontorio venne fortemente ridimensionata. Altre parti del territorio parrocchiale vennero scorporate nel corso del Novecento per la creazione di altre nuove parrocchie (Belvedere, Fossato, Santa Maria della Vittoria). Restauri eseguiti verso la fine dell'Ottocento hanno portato alla luce alcune delle superstiti strutture medioevali, attraverso le quali è stato possibile ricostruire la struttura originaria dell'edificio.

## Descrizione
Nonostante gli ampliamenti intervenuti nel corso dei secoli, la chiesa si presenta di modeste dimensioni ed appare oggi nel suo rifacimento ottocentesco.

### Esterno
La facciata a capanna è priva di decorazioni ed ha un portale molto semplice, sormontato da una finestra semicircolare. Caratteristica è la torre nolare, unico elemento superstite della struttura romanica originaria, che si eleva sulla crociera: di forma esagonale, è costruita in pietra di Promontorio e termina con una cuspide piramidale in mattoni.

### Interno
La chiesa ha tre brevi navate, ciascuna con un proprio abside. Oltre all'altare maggiore, le absidi laterali ospitano due cappelle.
Poche le opere d'arte conservate nella chiesa: la più notevole è il seicentesco dipinto della Madonna della Salute, collocato nella cappella absidale di destra, attribuito alla scuola del Sassoferrato; nella chiesa è conservata anche una statua lignea della Madonna del Rosario, tradizionalmente attribuita alla scuola del Maragliano, appartenente alla confraternita del Rosario, che ha il proprio oratorio accanto alla chiesa. Nell'oratorio sono conservati due grandi crocifissi lignei da processione finemente intagliati (Cristo bianco e Cristo moro).
Nel pavimento della chiesa si trova la tomba di Francisco José Rodrigues de Andrade, vescovo di Funchal, nell'isola portoghese di Madera, dal 1821 al 1838. Il prelato, sostenitore del re Michele, fu costretto all'esilio nel 1834 quando questi, sconfitto dagli avversari politici, dovette abdicare. Rimasto formalmente a capo della diocesi portoghese, il vescovo riparò a Genova, ospite in San Bartolomeo del Fossato; alla sua morte, nel 1838, venne sepolto a Promontorio.